# Hsp47
Hsp47（熱ショックタンパク質 (Heat shock protein) 47）は、コラーゲンに関し、人間のタンパク質シャペロンの１つとして機能するセルピンである。SERPINH1 としても知られる。熱ショックタンパク質としては、1986年に初めて報告された。

## 概要
Hsp47 は、コラーゲン分子と結合して、コラーゲン分子の凝集を防ぎ、そのフォールディングをサポートする分子シャペロンである。熱ショックにより小胞体において発現量が上昇する。Hsp47 は小胞体においてコラーゲン分子と結合し、シス・ゴルジ網において解離して、小胞体に戻ってくる。Hsp47 の欠損又は変異により、コラーゲンの生成の不全が生じ、胎生致死や骨形成不全症となる。一方、Hsp47 の機能が正常であっても、多くの病気において、コラーゲンの異常生成との関係がみられる。また、がん治療の標的の1つである IRE1α との相互作用が指摘されるなど、コラーゲン分子の産生とは関係がない機能の存在が発見されており、新たな広がりをみせている。

## 機能
Hsp47 はセリンプロテアーゼ阻害剤のスーパーファミリーの一員である。熱ショックにより小胞体において発現が誘発される。そのような細胞が I 型コラーゲンおよび III 型コラーゲンを合成し、分泌する。このタンパク質は本来小胞体内腔に局在し、コラーゲンの三重らせん構造に結合する。それゆえ、コラーゲン分子の成熟に関与する分子シャペロンであると考えられている。Hsp47 は、結果正しくフォールディングされなかった（ミスフォールディングされた）プロコラーゲンの凝集を防ぐ機能を有する。
Hsp47 が欠損すると、コラーゲン繊維や基底膜の形成不全を引き起こし、マウスは生まれる前に死亡する。Hsp47 は I 型コラーゲンのフォールディングに欠かせない要素である。Hsp47 は分子シャペロンとしてはコラーゲンにのみ結合する、すなわち基質特異性を有すると考えられている。
欠損しないまでもある種の変異が発生した Hsp47 は骨形成不全症を引き起こすことが知られている。
Hsp47 に対する自己抗体が関節リウマチの患者に見受けられる。

他にも、Hsp47 がゴルジ体ストレスによる細胞死を抑制する機能を有する可能性が報告されている。

## 相互作用
Hsp47 は I 型ないし V 型のコラーゲンと相互作用することが示されている。Hsp47 は、その N 末端から見て、プロコラーゲンの少なくともトレオニン（プロリンなども可）残基-グリシン残基-X残基（ここは何でもよい）-アルギニン残基の並びを認識して結合すると考えられている。計算シミュレーションでは、さらにその 1 つ前（すなわち、アルギニン残基から見て 4 つ前）はフェニルアラニン残基またはプロリン残基が好ましいとされる。
このうち、アルギニン残基が一番、次にトレオニン残基が重要であるとされる。
一方、Hsp47 側は、222 番（以下、いずれもイヌにおける配列順による）のアルギニン残基、303 番のアラニン残基、305 番のセリン残基、381 番の ロイシン残基、383 番のチロシン残基、385 番のアスパラギン酸残基が結合に関与する。この中では、プロコラーゲン側のアルギニン残基と塩橋を形成するアスパラギン酸残基及びトレオニン残基等と塩橋を形成するアルギニン残基が特に重要であるということができる。また、後述するように、Hsp47 が pH の低下によりプロコラーゲンから離れるという事実から、273 番と 274 番の両ヒスチジン残基が pH の低下によるプロコラーゲンからの離脱の点で重要な役割を果たすと考えられる。さらに、209 番のヒスチジン残基が未成熟なプロコラーゲンの放出を防ぐことが指摘されている。

Hsp47 は、プロリル4-ヒドロキシラーゼと競合するために、プロリン残基の水酸化を遅らせることができる。

## 発現
Hsp47 は、熱ショックにより発現量が上昇する。小胞体ストレス由来では、熱ショック以外では発現しない。
熱ショックにより、熱ショック因子1 が Hsp47 を生成するための mRNA の転写を活性化する。
また、ゴルジ体ストレスによっても発現量が上昇する。

遺伝子的には、例えば、ヒトにおいては 418 個の、セキショクヤケイにおいては 405 個のアミノ酸残基から構成される。N 末端のシグナル配列の切断後は、ヒトにおいては 400 個の、ニワトリにおいては 390 個のアミノ酸残基から構成される。
Hsp47 は、シグナル配列を持つ前駆体（分子量 42,000）として翻訳され、シグナル配列が切断されて分子量 41,000 の分子になり、その後、グリコシル化、アセチル化などを受けて、成熟した分子になると考えられる。

## 小胞体からの移動と帰還
Hsp47は、プロコラーゲンに結合したまま小胞体を出て、シス・ゴルジ網に移動する。シス・ゴルジ網内部は酸性であり、pH の低下により、Hsp47 はプロコラーゲンから離れる。Hsp47 には  KDEL 配列 に似た RDEL 配列が組み込まれている関係上、プロコラーゲンからの分離後シス・ゴルジ網から小胞体へと戻される。

これまでの記載から分かるように、本来、Hsp47 は小胞体とゴルジ体に局在するはずであることが予想されるが、膜ラフト、細胞外マトリックス、細胞表面、血清、血小板表面にも所在することが報告されている。もっとも、いかなる機構によっているのかまでは分かっていない。

## 病気との関係
上述した骨形成不全症以外の病気との関連性も指摘されている。

### 線維症との関係
線維症は、コラーゲンが異常に生成され、それが臓器に蓄積されることで引き起こされる。Hsp47 は、このコラーゲンの生成にも関与することが示唆される。例えば、肝硬変においては、活性化した肝星細胞がコラーゲンを大量に分泌し、肝線維化が進行すると考えられているが、Hsp47 はこの場合にも発現量が増加する。

### がん（悪性腫瘍）との関係
他の熱ショックタンパク質のいくつかと同様、Hsp47 もがん細胞の増殖や浸潤・転移を促進する。

## 冬眠や寝たきりの関係
冬眠中の熊や寝たきりの人間では、Hsp47が減少していることが確認されている。血小板表面にHsp47が多いと血流が狭くなった場所で好中球を引き寄せ血小板凝集、血栓を作りやすい。寝たきりになると、それらを起こさない状態になると考えられている。

## 関連文献
- Ito S; Nagata K. (2017-2). Seminars in Cell & Developmental Biology 62:  142–151. doi:10.1016/j.semcdb.2016.11.005. PMID 27838364.
- Razzaque MS; Taguchi T (October 1999). “The possible role of colligin/HSP47, a collagen-binding protein, in the pathogenesis of human and experimental fibrotic diseases”. Histology and Histopathology 14 (4):  1199–212. PMID 10506936.
- Gettins PG (December 2002). “Serpin structure, mechanism, and function”. Chemical Reviews 102 (12):  4751–804. doi:10.1021/cr010170. PMID 12475206.
- Clarke EP; Sanwal BD (January 1992). “Cloning of a human collagen-binding protein, and its homology with rat gp46, chick hsp47 and mouse J6 proteins”. Biochimica et Biophysica Acta (BBA) - Gene Structure and Expression 1129 (2):  246–8. doi:10.1016/0167-4781(92)90498-o. PMID 1309665.
- Ikegawa S; Sudo K; Okui K; Nakamura Y (1995). “Isolation, characterization and chromosomal assignment of human colligin-2 gene (CBP2)”. Cytogenetics and Cell Genetics 71 (2):  182–6. doi:10.1159/000134103. PMID 7656593.
- Ikegawa S; Nakamura Y (July 1997). “Structure of the gene encoding human colligin-2 (CBP2)”. Gene 194 (2):  301–3. doi:10.1016/S0378-1119(97)00209-6. PMID 9272875.
- Bekri S; Adélaïde J, Merscher S, Grosgeorge J, Caroli-Bosc F, Perucca-Lostanlen D, Kelley PM, Pébusque MJ, Theillet C, Birnbaum D, Gaudray P (1998). “Detailed map of a region commonly amplified at 11q13→q14 in human breast carcinoma”. Cytogenetics and Cell Genetics 79 (1–2):  125–31. doi:10.1159/000134699. PMID 9533029.
- Hattori T; Fujisawa T; Sasaki K; Yutani Y; Nakanishi T; Takahashi K; Takigawa M (April 1998). “Isolation and characterization of a rheumatoid arthritis-specific antigen (RA-A47) from a human chondrocytic cell line (HCS-2/8)”. Biochemical and Biophysical Research Communications 245 (3):  679–83. doi:10.1006/bbrc.1998.8505. PMID 9588174.
- Nagai N; Yorihuzi T; Hosokawa N; Nagata K (February 1999). “The human genome has only one functional hsp47 gene (CBP2) and a pseudogene (pshsp47)”. Gene 227 (2):  241–8. doi:10.1016/S0378-1119(98)00592-7. PMID 10023073.
- Hebert C; Norris K; Della Coletta R; Reynolds M; Ordóñez J; Sauk JJ (May 1999). “Cell surface colligin/Hsp47 associates with tetraspanin protein CD9 in epidermoid carcinoma cell lines”. Journal of Cellular Biochemistry 73 (2):  248–58. doi:10.1002/(SICI)1097-4644(19990501)73:2<248::AID-JCB11>3.0.CO;2-A. PMID 10227388.
- Koide T; Aso A; Yorihuzi T; Nagata K (September 2000). “Conformational requirements of collagenous peptides for recognition by the chaperone protein HSP47”. The Journal of Biological Chemistry 275 (36):  27957–63. doi:10.1074/jbc.M003026200. PMID 10862616.
- Hattori T; Takahashi K; Yutani Y; Fujisawa T; Nakanishi T; Takigawa M (2001). “Rheumatoid arthritis-related antigen 47kDa (RA-A47) is a product of colligin-2 and acts as a human HSP47”. Journal of Bone and Mineral Metabolism 18 (6):  328–34. doi:10.1007/s007740070004. PMID 11052465.
- Pelletier G; Stefanovsky VY; Faubladier M; Hirschler-Laszkiewicz I; Savard J; Rothblum LI; Côté J; Moss T (November 2000). “Competitive recruitment of CBP and Rb-HDAC regulates UBF acetylation and ribosomal transcription”. Molecular Cell 6 (5):  1059–66. doi:10.1016/S1097-2765(00)00104-0. PMID 11106745.
- Matsuda M; Koide T; Yorihuzi T; Hosokawa N; Nagata K (January 2001). “Molecular cloning of a novel ubiquitin-like protein, UBIN, that binds to ER targeting signal sequences”. Biochemical and Biophysical Research Communications 280 (2):  535–40. doi:10.1006/bbrc.2000.4149. PMID 11162551.
- Zhou M; Nekhai S; Bharucha DC; Kumar A; Ge H; Price DH; Egly JM; Brady JN (November 2001). “TFIIH inhibits CDK9 phosphorylation during human immunodeficiency virus type 1 transcription”. The Journal of Biological Chemistry 276 (48):  44633–40. doi:10.1074/jbc.M107466200. PMID 11572868.
- Song CZ; Keller K; Murata K; Asano H; Stamatoyannopoulos G (March 2002). “Functional interaction between coactivators CBP/p300, PCAF, and transcription factor FKLF2”. The Journal of Biological Chemistry 277 (9):  7029–36. doi:10.1074/jbc.M108826200. PMC 2808425. PMID 11748222.
- Sasaki H; Sato T, Yamauchi N, Okamoto T, Kobayashi D, Iyama S, Kato J, Matsunaga T, Takimoto R, Takayama T, Kogawa K, Watanabe N, Niitsu Y (May 2002). “Induction of heat shock protein 47 synthesis by TGF-beta and IL-1 beta via enhancement of the heat shock element binding activity of heat shock transcription factor 1”. Journal of Immunology 168 (10):  5178–83. doi:10.4049/jimmunol.168.10.5178. PMID 11994473.
- Razzaque MS; Ahmed AR (March 2002). “Collagens, collagen-binding heat shock protein 47 and transforming growth factor-beta 1 are induced in cicatricial pemphigoid: possible role(s) in dermal fibrosis”. Cytokine 17 (6):  311–6. doi:10.1006/cyto.2002.1020. PMID 12061838.
- Sato K; Yomogida K; Wada T; Yorihuzi T; Nishimune Y; Hosokawa N; Nagata K (October 2002). “Type XXVI collagen, a new member of the collagen family, is specifically expressed in the testis and ovary”. The Journal of Biological Chemistry 277 (40):  37678–84. doi:10.1074/jbc.M205347200. PMID 12145293.
- Rocnik EF; van der Veer E; Cao H; Hegele RA; Pickering JG (October 2002). “Functional linkage between the endoplasmic reticulum protein Hsp47 and procollagen expression in human vascular smooth muscle cells”. The Journal of Biological Chemistry 277 (41):  38571–8. doi:10.1074/jbc.M206689200. PMID 12163502.